# Drakbåts-EM för landslag 2006
Drakbåts-EM för landslag 2006 anordnades av EDBF i Prag i Tjeckien den 1–3 september. Distanserna var 200 meter, 500 meter och 2 000 meter. Det tävlades i dam-, mixed- och open-klasser på junior-, senior- och master-nivå.

## Medaljtabell
| Pl.    | Nation         | Guld | Silver | Brons | Totalt |
| ------ | -------------- | ---- | ------ | ----- | ------ |
| 1      | Ryssland       | 7    | 5      | 4     | 22     |
| 2      | Storbritannien | 7    | 7      | 0     | 14     |
| 3      | Ungern         | 3    | 5      | 2     | 10     |
| 4      | Spanien        | 3    | 0      | 7     | 10     |
| 5      | Italien        | 1    | 3      | 1     | 5      |
| 6      | Slovakien      | 1    | 1      | 1     | 3      |
| 7      | Sverige        | 0    | 0      | 4     | 4      |
| NP     | Tyskland       | 0    | 0      | 0     | 0      |
| NP     | Norge          | 0    | 0      | 0     | 0      |
| NP     | Polen          | 0    | 0      | 0     | 0      |
| NP     | Ukraina        | 0    | 0      | 0     | 0      |
| Totalt | Totalt         | 22   | 21     | 19    | 60     |

## Medaljsammanfattning

### Premier
| Klass                  | Guld           | Silver         | Brons     |
| 200m, premier herrar   | Tjeckien       | Ryssland       | Slovakien |
| 500m, premier herrar   | Slovakien      | Storbritannien | Tjeckien  |
| 2 000m, premier herrar | Tjeckien       | Slovakien      | Ryssland  |
| 200m, premier damer    | Storbritannien | Ryssland       | Sverige   |
| 500m, premier damer    | Storbritannien | Ryssland       | Tjeckien  |
| 2 000m, premier damer  | Storbritannien | Ryssland       | Sverige   |
| 200m, premier mixed    | Ryssland       | Ungern         | Sverige   |
| 500m, premier mixed    | Ryssland       | Ungern         | Sverige   |
| 2 000m, premier mixed  | Ungern         | Ryssland       | Tjeckien  |

### Junior
| Klass                 | Guld     | Silver         | Brons   |
| 200m, junior herrar   | Ryssland | Storbritannien | Ungern  |
| 500m, junior herrar   | Ryssland | Storbritannien | Ungern  |
| 2 000m, junior herrar | Ryssland | Storbritannien | Italien |

### Senior
| Klass                 | Guld           | Silver         | Brons      |
| 200m, senior herrar   | Ryssland 1     | Storbritannien | Ryssland 2 |
| 500m, senior herrar   | Ryssland 1     | Storbritannien | Ryssland 2 |
| 2 000m, senior herrar | Ungern         | Storbritannien | Tjeckien   |
| 200m, senior damer    | Storbritannien | Italien        | Tjeckien   |
| 500m, senior damer    | Storbritannien | Italien        | Tjeckien   |
| 200m, senior mixed    | Ungern         | Italien        | Ryssland   |
| 500m, senior mixed    | Italien        | Ungern         | Tjeckien   |